# Испанское синдикалистское движение
Испанское синдикалистское движение (исп. Movimiento Español Sindicalista) — ультраправое испанское политическое движение, созданная Хосе Антонио Примо де Риверой в 1933 году.

## История
После ухода из Национального монархического союза сын диктатора Мигеля Примо де Риверы, Хосе Антонио Примо де Ривера создал вместе со своими товарищами Рафаэлем Санчесом Магасом и Хулио Руисом де Альда собственное движение, известное как «Испанское синдикалистское движение» 20 апреля 1933 года.
Члены этого движения активно пытались быть похожими на членов Национальной Фашистской Партии в Италии и придерживались откровенно фашистских взглядов наряду с идеями национал-синдикализма. Даже в своей пропаганде и агентуре вместе с официальным названием движение также именовалось «Испанское синдикалистское движение – Испанский фашизм» (исп. MES-FE).
Для того, чтобы обезопасить своё движение от монархических группировок, в августе 1933 года между ИСД и Испанским Обновлением в городе Эль-Эскориаль было подписано соглашение, по которому стороны оставались солидарны друг с другом, а также ИСД получала финансирование от монархистов.
В воскресенье, 29 октября 1933 года, в Театре Комедии в Мадриде лидер движения Хосе Антонио торжественно заявил, что движение расформировывается, а вместо этого движение преобразуется в крупную партию под названием «Испанская Фаланга».